# Dixmiers förmodan
Inom matematiken är Dixmiers förmodan, framlagd av Jacques Dixmier år 1968, en förmodan som säger att varje endomorfism av en Weylalgebra är en automorfism.
År 2005 bevisade Tsuchimoto, och 2007 oberoende Belov-Kanel och Kontsevitj att Dixmiers förmodan är stabilt ekvivalent till Jacobianförmodan.